# スパイバルーン
スパイバルーン（すぱいばるーん、英語: Espionage balloon）、偵察バルーン（ていさつバルーン）、又は監視バルーン（かんしバルーン）とは、諜報に使用する気球。
冷戦の間、西側諸国によって発射されたスパイ活動を行う気球は、二次的な心理戦能力を持ち、宣伝パンフレットと最終財（共産主義国では自由に入手できなかったと思われる）を敵の領土に運ぶ。
冷戦の終結と相まって、偵察衛星の出現により、スパイバルーンは時代遅れになった。
監視バルーン計画には、 モビー・ディック計画 とゲネトリクス計画が含まれる。